# Brachystelechidae
De Brachystelechidae zijn een familie van uitgestorven microsauriërs uit het Vroeg-Perm. De familie werd voor het eerst benoemd in 1978 door Robert L. Carroll en Pamela Gaskill, met als enige lid Brachystelechus fritschi. Brachystelechus fritschi is sindsdien opnieuw toegewezen aan het geslacht Batropetes. Drie geslachten zijn momenteel toegewezen aan de familie: Batropetes uit Duitsland; Carrolla uit Texas en Quasicaecilia, ook uit Texas.

## Soorten
- Batropetes
- Carrolla
- Quasicaecilia